# 明盛村
明盛村（めいせいむら）は長野県南安曇郡にあった村。現在の安曇野市三郷明盛にあたる。

## 地理
- 堰：拾ヶ堰

## 歴史
- 1873年（明治7年）9月5日 - 筑摩県安曇郡一日市場村・二木村・及木村・中萱村・七日市場村が合併して明盛村となる。
- 1876年（明治9年）8月21日 - 長野県の所属となる。
- 1879年（明治12年）1月4日 - 郡区町村編制法の施行により、南安曇郡の所属となる。
- 1889年（明治22年）4月1日 - 町村制の施行により、明盛村が単独で自治体を形成。
- 1954年（昭和29年）6月1日 - 温村・小倉村と合併して三郷村が発足。同日明盛村廃止。

## 交通

### 鉄道路線
- 日本国有鉄道
  - 大糸線
    - 一日市場駅 - 中萱駅